# Listenverbindung
Bei einer Listenverbindung sind mehrere Wahlvorschläge bei einer Verhältniswahl verbunden und werden im ersten Auszählungsgang wie eine einzige Wahlliste behandelt. Von einer Listenverbindung zu unterscheiden ist eine Listenvereinigung oder (bei Kommunalwahlen) ein gemeinsamer Wahlvorschlag, bei dem mehrere Parteien oder Wählergruppen eine gemeinsame Liste aufstellen.

## Einzelheiten
Bei der Zuteilung wird zwischen der Ober- und Unterzuteilung differenziert. Bei der Oberzuteilung werden die Stimmen der beteiligten Listen zusammengezählt, als ob es sich nur um eine Partei handeln würde. Bei der Unterzuteilung werden die auf die Listenverbindung entfallenden Sitze auf die an der Verbindung beteiligten Parteien nach dem gleichen Verfahren verteilt. Dabei ist es denkbar, dass in den beiden Zuteilungsschritten unterschiedliche Zuteilungsmethoden verwendet werden.
Wird in der Oberzuteilung die Zuteilungsmethode nach D’Hondt, welches große Parteien bevorzugt, verwandt, so erhöht sich durch eine Listenverbindung die Chance auf mehrere Sitze. Bei Anwendung des Hare/Niemeyer-Verfahrens ergeben sich keine systematischen Vor- oder Nachteile.

## Ausprägungen

### Europaparlament
Bei der Europawahl von 2009 gab es in den Niederlanden, Dänemark und Finnland Listenverbindungen.
- Niederlande: In der Oberzuteilung wird das D’Hondt-Verfahren, und in der Unterzuteilung die Methode nach Hare/Niemeyer angewandt
- Dänemark: In der Oberzuteilung und in der Unterzuteilung wird das D’Hondt-Verfahren verwandt.
- Finnland: In der Oberzuteilung wird das D’Hondt-Verfahren verwandt. In der Unterzuteilung erhalten diejenigen Kandidaten ein Mandat, welche die meisten Präferenzstimmen (Vorzugsstimmen) haben.

### Deutschland
In mehreren deutschen Bundesländern sind Listenverbindungen bei Kommunalwahlen möglich, und zwar in  Rheinland-Pfalz, dem Saarland, Sachsen-Anhalt und Thüringen. Bis 2006 waren sie auch in Niedersachsen möglich, bis 2018 in Bayern.
Bei den Sozialwahlen sind die meisten Listen mit anderen Listenverbindungen eingegangen.

### Niederlande
In den Niederlanden konnten Parteien von 1973 bis 2017 mit einer Partei oder mehreren anderen eine Listenverbindung schließen.

### Schweiz
Zweistufigkeit
Bei den Nationalratswahlen gibt es zweistufige Listenverbindungen:
- Mehrere Listen können eine Listenverbindung eingehen. Diese werden bei der Mandatszuteilung als eine einzige Liste betrachtet.
- Mehrere Listen innerhalb einer Listenverbindung können wiederum eine Unterlistenverbindung eingehen. Eine Unterlistenverbindung ist nur zwischen Listen mit derselben Parteibezeichnung möglich, z. B. zwischen regionale Parteilisten oder nach Geschlechtern oder Alter getrennten Listen. Früher wurden Unterlistenverbindungen zwischen verschiedenen Parteien oft toleriert, wenn diese eine gemeinsame Bezeichnung (z. B. «Allianz der Mitte») trugen. Der Bundesrat hat jedoch in einem Kreisschreiben vom 19. Oktober 2022 präzisiert, dass dies nicht gestattet ist.[3][4]

Bei allen Verteilungsschritten wird für die Berechnung das D’Hondt-Verfahren angewendet.
Kantonale Ausnahmen
Im Kanton Zürich wurden für die Kantonsratswahlen Listenverbindungen mit dem Gesetz über die politischen Rechte (GPR; LS 161) von 2005 zugunsten der Zuteilungsmethode doppeltproportionales Zuteilungsverfahren abgeschafft.
Bei den Kantonsratswahlen im Kanton St. Gallen sind nur Verbindungen von Listen derselben Partei möglich.
Der Kanton Zug hat im März 2010 mittels einer Volksabstimmung die Listenverbindungen abgeschafft.
Numerisches Beispiel
Bei den Nationalratswahlen 2007 gab es im Kanton Jura zwei Nationalratssitze zu verteilen. Die größten Parteien erzielten folgende Ergebnisse (Unterlistenverbindungen bereits miteingerechnet):
- Sozialdemokratische Partei der Schweiz: 36,9 %
- Christlichdemokratische Volkspartei: 25,0 %
- Schweizerische Volkspartei: 13,7 %
- Freisinnig-Demokratische Partei: 13,4 %
- Unabhängig-Christlichsoziale Partei: 11,0 %

Der erste Sitz ging, wie aufgrund der obigen Ergebnisse zu erwarten, an die Sozialdemokratische Partei der Schweiz. Anders jedoch der zweite zu vergebende Sitz, der nämlich nicht an die zweitrangierte Christlichdemokratische Volkspartei (CVP) ging. Denn für diese Wahl waren die Freisinnig-Demokratische Partei (FDP) und die Schweizerische Volkspartei (SVP) eine Listenverbindung eingegangen. Zusammen erzielten diese beiden Parteien mit 27,1 % einen etwas größeren Wähleranteil als die CVP. Damit verlor die CVP ihren Sitz an diese Listenverbindung. Innerhalb der Listenverbindung schließlich erhielt die knapp stärkere SVP das Mandat, obwohl sie nur etwas mehr als die Hälfte der Stimmen der CVP erzielt hatte.
Allgemeine Wirkung
Bis zu den Nationalratswahlen von 2003 galt die Vermutung, dass bei Listenverbindungen grundsätzlich die großen Parteien (SVP, SP, FDP, CVP) gewinnen, während die kleinen verlieren (GPS, EVP, GLP).
2007 wurde die Verteilung von 12 Sitzen (6 % der Mandate) im Schweizer Nationalrat durch Listenverbindungen beeinflusst. Der grundsätzliche Nutzen für die großen Parteien wurde dabei nicht bestätigt: Verliererinnen der Listenverbindungsstrategien waren die SVP (−4) und die FDP (−3), während die GPS stark zulegte (+4). Die CVP, die GLP und die CSP gewannen je ein Mandat.

### Israel
Bei Parlamentswahlen in Israel können maximal zwei Listen eine Listenverbindung eingehen. Sofern beide Listen die Sperrklausel von 3,25 % überwinden, werden die Stimmen bei der Oberzuteilung nach dem D’Hondt-Verfahren zusammengezählt. Auch innerhalb der Listenverbindung werden die Sitze nach dem D’Hondt-Verfahren verteilt.